# Ivan Konevskoï
Ivan Ivanovich Konevskoï  - en russe Иван Иванович Коневской, nom de naissance Orraeus/Ореус 
- (19 septembre 1877 (1er octobre dans le calendrier grégorien), Saint-Pétersbourg - 8 juillet 1901 (21 juillet dans le calendrier grégorien) , Sigulda)
est un poète, traducteur et critique littéraire russe, l'un des idéologues du symbolisme russe.

## Biographie
Son véritable patronyme Orraeus/Oreus (fi) est celui d'une importante famille d'origine finlandaise, dont certains membres ont été anoblis en Finlande, Suède et Russie. Ivan Ivanovich est l'unique enfant ayant survécu du lieutenant-général Ivan Ivanovitch Oreus (ru) (1830-1909) - célèbre historien militaire russe, qui à partir de 1863 et pendant quarante ans aura été le directeur et principal scientifique des Archives Militaires, membre de la prestigieuse Académie militaire de l’état-major général, et d'Elisabeth Ivanovna Anitchkovan qui décède alors que le poète n'a que 14 ans (1891).
Une parfaite éducation, une passion pour la lecture l'amène rapidement à une connaissance approfondie des langues étrangères (allemand, anglais, français) et Konevskoï se livre très tôt à de nombreux travaux de traduction professionnelle, traduisant des auteurs classiques comme Goethe, Lenau mais surtout des dramaturges, philosophes et poètes contemporains qui vont fortement influencer sa pensée et son écriture. Il traduit entre autres : Ibsen, Maeterlinck (L'Oiseau bleu véritable manifeste du symbolisme d'Europe occidentale le marque profondément), Nietzsche, Swinburne, Verhaeren...
En parallèle, Konevskoï compose ses premiers poèmes (1894). Il participe aux réunions littéraires pétersbourgeoises, rencontre notamment Fiodor Sologoub, et se lie d'amitié avec Valéri Brioussov et le cercle symboliste naissant. Il commence aussi à publier (Coquillages, 1896).
Le jeune poète s'ouvre encore davantage aux dernières avant-gardes occidentales lors de deux voyages en Europe occidentale (Allemagne, Autriche, Suisse et Italie) en 1897 et 1898. À son retour Konevskoï déploie une grande activité de critique artistique et littéraire.
Il participe à la création en 1899 de la nouvelle maison d'édition symboliste Scorpion (Скорпион) (ru).

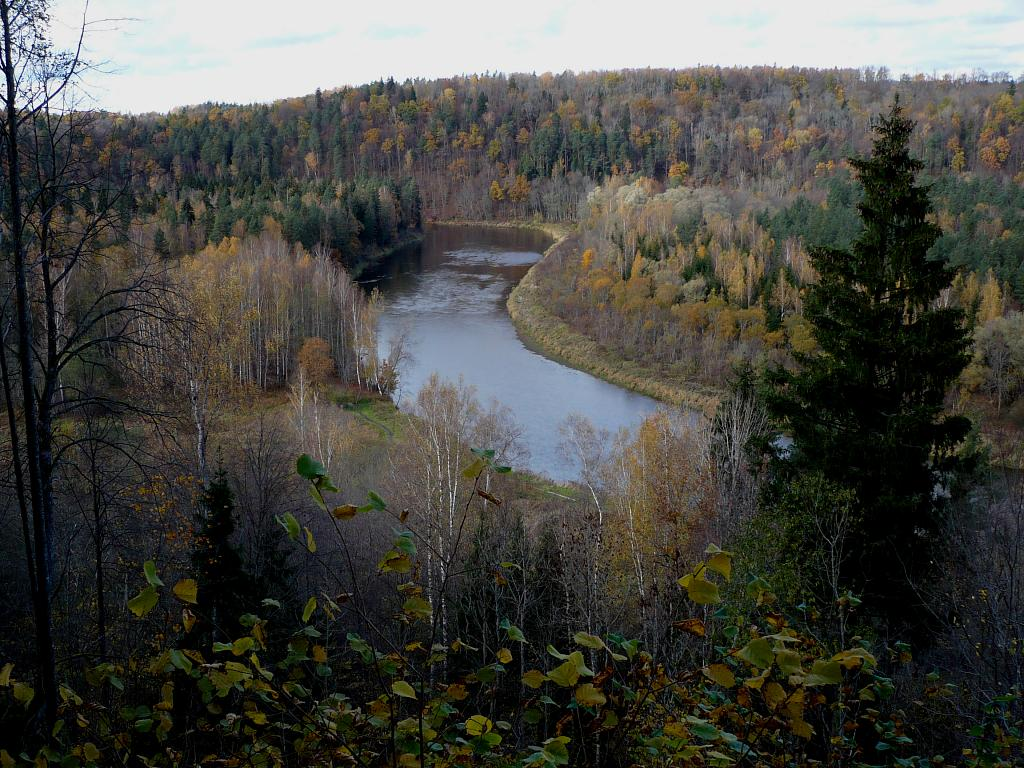
La Gauja à Sigulda

L'année suivante, il publie à compte d'auteur Vie et pensée d'Ivan Konevskoï 1896-1899 (Мечты и думы Ивана Коневского 1896—1899, 1900), qui mêle prose et poésie, ce qui correspond à la conception poétique de l'auteur. Ce sera l'unique recueil publié de son vivant.
À l'été 1901, tout juste diplômé en histoire et philologie de l'Université impériale de Saint-Pétersbourg, Konevskoï parti pour Riga s'arrête en chemin à Zegevolde (aujourd'hui Sigulda), la station balnéaire près de la capitale livonne. 
C'est là au milieu des bois qu'il se noie dans la rivière Aa (aujourd'hui Gauja) - de manière vraisemblablement accidentelle, le lieu étant connu pour ses courants tourbillonnants.
Inhumé à Sigulda, sa tombe devient au début du XXe siècle un lieu de pèlerinage pour les poètes symbolistes. 
Valéri Brioussov profondément affecté par sa disparition, travaille à réunir l'ensemble de son œuvre, qu'il publiera en 1904 chez Scorpion.

## Poétique
« ses vers difficiles résonnaient comme une forêt secouée jusqu'à ses racines »

— Mandelstam, Le bruit du temps (1925)
S’inscrivant dans la critique de la poésie classique russe, la naissance du mouvement décadent et symboliste, la poésie de Konevskoï - en dépit de son enthousiasme pour la modernité de l'Europe occidentale, en particulier pour le symbolisme français - offre une rare originalité et témoigne d’une étonnante quête philosophique et poétique.
Fortement philosophique, l'essence de sa pensée est tendue vers un idéal en grande partie déterminé par la philosophie idéaliste allemande de Kant à Nietzsche. Konevskoï affirme par ailleurs un « panthéisme global » : la nature est perçue comme un continuum organique terrestre, reflet de la présence divine, et le poète célèbre ainsi la vie, les éléments, la plénitude de l’être, la terre et les forces vitales (cf. les poèmes Résurrection (Воскресение), Le trajet (В езде), À la volée (На лету), Genius, ...). L’homme capable d’accueillir toute une infinité d’existences (cf. le célèbre poème Nuit d’hiver Зимняя ночь 1899) souffre cependant de multiples contradictions entre une quête spirituelle infinie et la chair d’un corps frêle (Dispute Спор, 1899).
En ce qui concerne la partie formelle de sa poésie, il est impossible d'en nier la forte musicalité, reposant pour l'essentiel sur de multiples allitérations et assonances. Souvent qualifiée d'archaïsante et complexe, son écriture étonne par sa maîtrise des procédés stylistiques - surtout au vu de son jeune âge.
Sa poésie fait ainsi le lien entre la génération des poètes de la seconde moitié du XIXe siècle (Fiodor Tiouttchev, Afanassi Fet, Alexis Tolstoï, Ievgueni Baratynski...) et les poètes appartenant à la mouvance symboliste russe.

## Une influence majeure de l'Âge d'argent
Son érudition mais surtout son talent poétique exceptionnel, sa personnalité intellectuelle précoce ont fait une profonde impression sur beaucoup de ses contemporains. Son influence porte sur l'ensemble des mouvements de l'Âge d'argent (ru), symboliste et post-symboliste.
Poétique et théorique, son œuvre est au cœur de l'évolution du symbolisme russe, notamment de la transition entre la première génération de symbolistes russes, d’orientation esthétisante (Balmont, Valéri Brioussov, Zinaïda Hippius, Fiodor Sologoub), et la seconde d’inspiration plus philosophique, mystique et religieuse (Blok, Biely, Viatcheslav Ivanov), qui ajoute aux inspirations françaises des sources allemandes (Schopenhauer, Nietzsche) et russes (Vladimir Soloviev).
Mais c'est son style - archaïsant, riche, saturé d'images - qui va lui permettre de survivre au symboliste, et sera loué par la génération suivante qu'ils soient acméistes (Nikolaï Goumilev, Ossip Mandelstam), futuristes (Vélimir Khlebnikov, Boris Pasternak...). Il est par exemple significatif que le jeune Nikolaï Asseïev conclut sa préface au premier recueil futuriste de Boris Pasternak Un Jumeau dans les nuages (1914) par un hommage au « fondateur de la nouvelle poésie russe, l'unique et l'inoubliable Ivan Konevskoï ».

## Publications

### Poésie
- Les rêves et pensées d'Ivan Konevskoï 1896-1899 (Мечты и думы Ивана Коневского 1896—1899, 1900)
- Œuvres complètes (1894-1901) réunies et éditées par Valéri Brioussov : (ru) Коневской И. (préf. В. Брюсова), Стихи и проза : Посмертное собрание сочинений (1894–1901г.), Скорпион,‎ 1904.

### Essais, critiques
En plus de son activité poétique, Konevskoï est aussi critique littéraire. Parmi ses ouvrages critiques les plus importants, il convient de noter ses articles sur la littérature et sur l'art : 
- Incarnation de forces (Олицетворения сил, 1897)
- Au bord de la vie intime (На волосок от задушевной жизни, 1897)
- Nouvelle paix à l'étranger (Новый душевный рубеж, 1897)
- La poésie de Laforgue (1897-1898)
- La peinture de Böcklin (1897-1898)
- Le sens mystique des paroles en russe (Мистическое чувство в русской лирике, 1900)
- Sur de nouvelles funérailles de la poésie russe (1901)
- Pensées et Observations (Мысли и замечания, 1901)
- La vision du monde de Nicolaï Chtcherbin (ru) (Мировоззрение поэзии Н. Ф. Щербины, posth. 1902)

Ces articles sont pour la plupart parus dans le célèbre périodique symboliste Fleurs du Nord (Северные Цветы).